# Hansjörg Wyss
Johann Georg Wyss, conocido como Hansjörg Wyss (Berna Suiza, 19 de septiembre de 1935) es un empresario multimillonario suizo y donante de causas políticas y ambientales liberales en los Estados Unidos. Es el fundador y expresidente y presidente de Synthes Holding AG, un fabricante de dispositivos médicos. Su Fundación Wyss tiene más de $ 2 mil millones en activos. Hasta marzo del 2022, Wyss tenía un patrimonio neto de 5.100 millones de dólares, según Forbes. Después de haber donado cientos de millones de dólares a causas ambientales, recientemente aumentó sus donaciones a grupos que promueven causas progresistas. Actualmente es copropietario del club de fútbol de la Premier League Chelsea FC.

## Biografía
Wyss nació en Berna, Suiza, en 1935. Su padre vendía calculadoras mecánicas y su madre era ama de casa. Se crio en un piso con dos hermanas. Después de recibir una maestría en ingeniería civil y estructural del Instituto Federal Suizo de Tecnología de Zúrich en 1959, Wyss obtuvo una maestría en administración de empresas de la Escuela de negocios Harvard en 1965. Después de eso, trabajó en varios puestos en la industria textil, incluso como ingeniero de fábrica. y gerente de proyectos de Chrysler en Pakistán, Turquía y Filipinas.
Wyss también trabajó en la industria del acero en Bruselas, Bélgica. Durante el tiempo que trabajó en esa industria, Wyss dirigió un negocio secundario de venta de aviones. A través de una venta, conoció a un cirujano que había cofundado el fabricante suizo de dispositivos médicos Synthes. Después de esa reunión, Wyss pasó dos años aprendiendo sobre la industria de dispositivos médicos. Luego fundó y se convirtió en presidente de Synthes USA en 1977.

## Filantropía
Según Forbes, Wyss se encuentra "entre las personas más filantrópicas del mundo". Entre 2004 y 2008, Businessweek estimó que Wyss donó personalmente casi 277 millones de dólares. Sus donaciones aumentaron luego de la venta de Synthes en 2012. En 2013, firmó The Giving Pledge, acordando donar la mayor parte de su fortuna. Los activos de sus fundaciones benéficas ascienden a casi $ 2 mil millones.
Ha realizado importantes donaciones a causas ambientales y científicas, así como a organizaciones progresistas, incluido el Centro de Prioridades Presupuestarias y Políticas, Health Leads y el Centro de Responsabilidad Constitucional.
En el 2019, Wyss prometió donar 20 millones de francos suizos al Museo de Arte de Berna. Puso como condición que la Hodlerstrasse, en la que se encuentra el museo, esté libre de automóviles.

## Actividades Políticas
En el 2015, Wyss declaró públicamente que estaba a favor de impuestos a la herencia más altos para los ricos en Suiza.
Wyss es miembro de Democracy Alliance, un club de donantes liberales.
Entre el multimillonario Wyss, que apoya la política liberal, y el multimillonario Christoph Blocher, que apoya la política conservadora, surgió en ellos una rivalidad de larga data. Ambos entraron en debates públicos sobre los acuerdos bilaterales entre Suiza y la Unión Europea, así como la limitación de la inmigración a Suiza. Wyss destacó las ventajas de la apertura hacia la UE y los inmigrantes, mientras que Blocher abogó por la independencia de Suiza en esos asuntos.

## Vida personal
En el 2014, Wyss dijo que solo tenía un pasaporte suizo y que no tenía una tarjeta verde estadounidense. A partir del 2021 The New York Times, "no ha revelado públicamente si tiene ciudadanía o residencia permanente" en los EE. UU.

Wyss vive en Wyoming. Su hija, Amy, también es residente de Wyoming. Wyss es excursionista, esquiador y mochilero. También es piloto aficionado. Está involucrado en programas de educación al aire libre y financia esfuerzos locales para conservar el hábitat de la vida silvestre y las tierras públicas en las Montañas Rocosas.
En el 2000, Wyss compró el Halter Ranch and Vineyard de 900 acres (3,6 km²) en el oeste de Paso Robles, California. El rancho incluye una reserva de vida silvestre de 1,800 acres y un viñedo de 281 acres que produce 13 variedades de uvas utilizando métodos que están certificados como "Sostenibilidad en la práctica". El rancho organiza recorridos y fue nombrado "Mejor experiencia en viñedos" por la revista Sunset en el 2015.
A partir del 2017, Wyss ocupó el puesto 281 en la lista de multimillonarios de Forbes, con un patrimonio neto estimado de aproximadamente $ 5.5 mil millones. Ocupa el puesto 235 en la lista de multimillonarios de Bloomberg.
El 6 de mayo del 2022 Chelsea F.C. anunció que el club acordó los términos con un nuevo grupo propietario, del cual Wyss es miembro.